# Objeto transnetuniano

Nos confins do sistema solar (Cintura de Kuiper e Nuvem de Oort), para além da órbita de Netuno, existem largos milhares de milhões de pequenos corpos celestes compostos essencialmente de gelo.

Um objeto transnetuniano é qualquer corpo menor do Sistema Solar que orbita o Sol a uma distância média (semieixo maior) superior à de Netuno. Doze corpos menores conhecidos com um semieixo maior superior a 150 UA e periélio superior a 30 UA, são chamados de objetos transnetunianos extremos.
O maior objeto transnetuniano conhecido é Plutão, seguido por Éris, Makemake, Gonggong e Haumea. O cinturão de Kuiper, disco disperso e nuvem de Oort são três divisões convencionais deste volume de espaço, que os tratamentos variam e alguns objetos, como Sedna não se encaixam facilmente em qualquer uma dessas divisões.
O primeiro objeto transnetuniano descoberto foi Plutão em 1930. O segundo objeto transnetuniano conhecido, 15760 Albion, foi descoberto em 1992. Em janeiro de 2016 existiam mais de 1 750 objetos transnetunianos conhecidos. A Nuvem de Oort permanece especulativa e os corpos celestes das duas primeiras regiões são também conhecidos por alguns autores pelo acrônimo de língua inglesa KBO que significa Kuiper Belt Object (Objeto do Cinturão de Kuiper). Nesta região remota do sistema solar, entre vários pequenos corpos celestes, orbitam os planetas anões Plutão, Haumea, Makemake e Éris.
Segundo a comunidade científica, acredita-se que por ocasião da formação do sistema solar, a região mais distante do disco protoplanetário se condensou em pequenos corpos que permaneceram numa região situada além de 30 UA (4 500 milhões de quilômetros) de distância do Sol.

## Classificação orbital
Segundo a órbita que descrevem, os objetos transnetunianos podem ser classificados como:
- Cubewanos (acrônimo CKBO, 'C' de clássico) — corpos celestes desta região, mas que não têm ressonância orbital com Netuno.
- Os corpos celestes com ressonância orbital com Netuno (acrônimo RKBO, 'R' de ressonante) dividem-se em populações distintas:
  - Ressonância 2:3, chamados de plutinos, dado terem uma ressonância orbital com Netuno semelhante à de Plutão.
  - Ressonância 1:2, chamados de twotinos, são mais raros e localiza-se na faixa exterior do Cinturão de Kuiper.
  - Ressonância 2:5, com órbitas bem estabelecidas. (84522) 2002 TC302 é o maior desta população de transnetunianos.
  - Ressonância 1:1 ou troianos de Netuno são uma população rara (em janeiro de 2016 conhecem-se apenas doze) têm uma órbita com um semieixo maior semelhante ao do planeta Netuno, perto dos pontos de Lagrange.
  - Outras ressonâncias incluem: 3:4 para (15836) 1995 DA2; 3:5 (15809) 1994 JS; 4:7 (118698) 2000 OY51 e 3:7 (95625) 2002 GX32.
- Os objetos do disco disperso (acrônimo SDO ou SKBO, 'S' de scattered, ou seja, disperso) são corpos celestes com distância média do Sol 500 vezes a da Terra ao Sol, tais como Sedna e afélio com o dobro dessa distância (1,000 AU) como acontece com 2012 VP113 e V774104 ainda mais distante.

## Os maiores transnetunianos
A lista inclui planetas-anões e corpos menores
| Nome             | Magnitude absoluta | Albedo               | Diâmetro equatorial (km) | Semieixo maior (UA) | Data da descoberta | Método de cálculo de diâmetro |
| Éris             | -1,1               | ~0,55 (termal)       | 2 330                    | 67,7                | 2005               | termal                        |
| Plutão           | -0,7               | 0,49 - 0,66          | 2 329                    | 39,4                | 1930               | ocultação                     |
| Makemake         | −0,1               | 0,8 ± 0,2 (assumido) | 1 426                    | 45,7                | 2005               | albedo assumido               |
| ---------------- | ------------------ | -------------------- | ------------------------ | ------------------- | ------------------ | ----------------------------- |
| Gonggong         | 2                  | 0,089 (assumido)     | 1 290                    | 66,8                | 2007               |                               |
| Haumea           | 0,1                | 0,7 ± 0,1            | ~1500                    | 43,3                | 2005               |                               |
| Caronte (Plutão) | 1                  | 0,36 a 0,39          | 1 207,2 ± 2,8            | 39,4                | 1978               | ocultação                     |
| Quaoar           | 2,7                | 0,10 ± 0,03          | 1 092                    | 43,5                | 2002               | disco resolvido               |
| Sedna            | 1,8                | >0,2 (assumido)      | 1 041                    | 502,0               | 2003               | termal                        |
| Orco             | 2,3                | 0,1 (assumido)       | 983                      | 39,4                | 2004               | albedo assumido               |
| 307261           | 4                  | 0,1 (assumido)       | 960                      | 41,8                | 2002               | albedo assumido               |
| Salácia          | 4,2                | 0,035                | 921                      | 41,8                | 2004               |                               |
| Chiminigagua     | 3,3                | 0,1 – 0,4            | 772                      | 59,6                | 2013               |                               |
| Varuna           | 3,9                | 0,12 – 0,30          | 748                      | 43,0                | 2000               | termal                        |
| 208996           | 3,7                | 0,1 (assumido)       | 747                      | 39,6                | 2003               | albedo assumido               |
| 55565            | 3,8                | 0,14 – 0,20          | 715                      | 47,4                | 2002               | termal                        |
| 55637            | 3,9                | 0,08?                | 704                      | 42,5                | 2002               | albedo assumido               |
| 90568            | 4,2                | 0,08 ± 0,02          | 703                      | 42,1                | 2004               |                               |
| Varda            | 3,7                | 0,1 (assumido)       | 701                      | 45,5                | 2003               |                               |
| 202421           | 3,7                |                      | 701                      | 43,5                | 2005               |                               |
| Ritona           | 3,9                |                      | 697                      | 41,3                | 2005               |                               |
| Íxion            | 3,8                | 0,25 – 0,50          | 674                      | 39,6                | 2001               | termal                        |

## Planetas transnetunianos
Em janeiro de 2015, cientistas da Universidade Complutense de Madrid e da Universidade de Cambridge anunciaram a possibilidade de dois planetas habitarem as regiões mais extremas do sistema solar. A descoberta foi derivada da perturbação na orbita de alguns objetos transnetunianos, que só seria possível com a presença de pelo menos dois objetos, os quais podem ter massa de 2 a 15 vezes a da Terra. É teorizado que esses planetas não sejam novos gigantes gasosos, mas sim congelados e rochosos. Esses planetas não foram ainda observados diretamente, e sua possível existência foi teorizada a partir de cálculos.
Em janeiro de 2016, uma nova análise da órbita de objetos na periferia do Sistema Solar realizada por Michael Brown e Konstantin Batygin, sugere a existência de um planeta grande, com uma massa em torno de 10 vezes maior do que a da Terra, a uma distância de até 200 vezes superior que aquela entre a Terra e o Sol.